# Aaron Mooy
Aaron Frank Mooy (Sydney, 15 de setembro de 1990) é um ex-futebolista australiano que atuava como meio-campo.

## Carreira

### Bolton Wanderers
Aaron Mooy se profissionalizou no Bolton Wanderers, em 2009.

### Huddersfield Town
Aaron Mooy se transferiu para o Huddersfield Town, em 2017.

## Carreira Pela Seleção
Foi convocado para defender a Seleção Australiana de Futebol na Copa do Mundo de 2018.

## Títulos
Celtic
- Campeonato Escocês: 2022–23
- Copa da Escócia: 2022–23
- Copa da Liga Escocesa: 2022–23

Huddersfield Town
- EFL Championship play-offs: 2016–17[3]